# 사랑의 찬가 (드라마)
《사랑의 찬가》는 1995년 7월 10일부터 1996년 2월 2일까지 방송되었던 대한민국의 방송사 SBS(서울방송)에서 제작한 일일 드라마 작품이었다.
해당 작품을 통해 SBS 일일 드라마가 본격적으로 시작됐다.

## 등장 인물

### 김춘섭 집안
- 홍성민 : 김춘섭 역

대준이와 영준이를 비롯한 4남매의 아버지. 용띠.
- 서승현 : 서순채 역

대준이와 영준이를 비롯한 4남매의 어머니. 쥐띠.
- 정한용 : 김대준 역 (중도하차)

김춘섭과 서순채의 장남. 원숭이띠.
- 김혜리 : 홍지숙 역 (중도하차)

김춘섭과 서순채의 장자부. 소띠.
- 손창준 : 김수철 역 (중도하차)

김춘섭과 서순채의 장손. 개띠.
- 김병세 : 김영준 역

김춘섭과 서순채의 차남. 호랑이띠.
- 이상숙 강문영 : 신채선 역

김춘섭과 서순채의 차자부. 돼지띠. 1988년 캐나다 오타와 교포 김씨(김유진)와 첫 결혼 6년째에 이혼한 전력이 있으며, 딸과 함께 대한민국으로 입국.
- 이은주 : 김보애 역

1988년 어머니가 친아버지와 이혼하면서 6살 때부터 엄마 채선과 함께 7년째 대한민국으로 입국한 13세 초등학교 6학년.
- 김남주 : 김재경 역

김춘섭과 서순채의 막내딸. 호랑이띠. 둘째 오빠 김영준과 띠동갑, 1995년 현재 서부 간호전문대학 간호행정학과 3학년 졸업반 재학생.
- 오영갑 : 오경환 역

애숙의 전남편 애숙과 영준을 괴롭히는 양아치

### 이대식 집안
- 신귀식 : 이대식 역

김이경의 시아버지. 양띠.
- 정혜선 : 조정선 역

김이경의 시어머니. 소띠.
- 강석우 : 이철규 역

김춘섭과 서순채의 맏사위. 쥐띠. 장모 서순채와는 띠동갑.
- 유하영 : 김이경 역

김춘섭과 서순채의 맏딸. 개띠. 친정 조카 김수철과는 띠동갑.

### 캐나다 오타와에 사는 채선의 전 남편
- 명계남 : 김유진 역 (목소리 출연)

캐나다 오타와의 한인 교포 출신 오타와 사립 임업 수목원 사업가. 말띠. 1988년 채선과 결혼 여섯 해만에 이혼, 1991년 미국 샌프란시스코 출신 한인 여자 교포와 재혼.

## 결방 사유
- 1995년 9월 8일 : 추석 특집 개그 드라마 《두 포졸전》 편성으로 인해 결방[2]
- 1995년 9월 26일 : SBS 스포츠 《1995 프로 야구 - 롯데 자이언츠 vs 해태 타이거즈》 중계 방송 편성으로 인해 결방[3]
- 1995년 10월 4일 : SBS 스포츠 《1995 프로 야구 플레이오프 2차전 - 롯데 자이언츠 vs LG 트윈스》 중계 방송 편성으로 인해 결방
- 1995년 10월 9일 : SBS 스포츠 《1995 프로 야구 플레이오프 5차전 - 롯데 자이언츠 vs LG 트윈스》 중계 방송 편성으로 인해 결방
- 1995년 10월 17일 : SBS 스포츠 《1995 프로 야구 한국 시리즈 3차전 - OB 베어스 vs 롯데 자이언츠》 중계 방송 편성으로 인해 결방
- 1995년 11월 14일 : 창사 특집 SBS 8 뉴스 편성으로 인해 결방
- 1996년 1월 1일 : 특선 영화 《유치원에 간 사나이》 편성으로 인해 결방[4]
- 1996년 1월 2일 : 개그 드라마 《친정아버지》 편성으로 인해 결방[5]

## 참고 사항
- 허숙 작가는 해당 드라마에 앞서 당초 KBS 2TV 주말 드라마 《남자는 외로워》 후속 KBS 1TV 일일 드라마 《바람은 불어도》 집필자로 낙점됐으나 편성이 무산되는 수모를 겪은 뒤[6] SBS로 옮겼다. 해당 드라마 이후 SBS에서만 활동해 왔으며 1993년 KBS 2TV 일일 드라마 《사랑은 못말려》 이후 두 번째로 일일 드라마를 집필했다.
- 허숙 작가는 해당 드라마에 앞서 현대방송(현재 OCN Movies) 일일 드라마 《날개》 집필자로[7] 낙점됐으나 드라마 편성이 취소됐다.
- 당초 《사랑해서 미안해》라는 제목이 거론됐으나 외도한 남자가 여자에게 하는 말 같다는 지적이 있자 평범한 제목인 《사랑의 찬가》로 바뀌었다.[8]
- 미스코리아 출신 유하영(1992년), 김혜리(1988년)가 올케 - 시누이 관계로 출연했다.[9]
- 김대준 역의 정한용은 1996년 국회의원 선거 출마 때문에 1996년 1월 9일을 마지막으로 하차했는데[10] 드라마의 시작 고지 방송과 시작 타이틀 백에서 방송 출연이 금지된 정한용의 모습을 내보내어 1996년 1월 17일 방송위원회로부터 주의 조치를 받았다.[11]
- 미혼의 엘리트인 둘째 아들이 이혼 경력이 있는 연상의 여인과 결혼을 고집한다는 내용이 드라마 속 커플들의 연령 구조의 고정 틀을 바꾸었다는 비평이 있었다.[12]